# Dimensiune Hausdorff
În cadrul topologiei, dimensiunea Hausdorff este un număr real pozitiv, asociat unui spațiu metric și extinde noțiunea de dimensiune a unui spațiu vectorial real. A fost introdusă în 1918 de către Felix Hausdorff și dezvoltată ulterior de către Abram Samoilovici Bezicovici, de unde și denumirea de dimensiune Hausdorff-Bezicovici.

## Definiție

Triunghiul lui Sierpinski, un spaţiu având dimensiunea fractală ln 3/ln 2, ori log_{2}3, care este circa 1,58.

Dimensiunea Hausdorff ne oferă un mijloc uzual de calculare a dimensiunii unui spațiu metric.
{\displaystyle H_{\delta }^{s}(E)=\inf \left\{\sum _{i=1}^{\infty }diam(A_{i})^{s}\right\}}
{\displaystyle H^{s}(E)=\lim _{\delta \rightarrow 0}H_{\delta }^{s}(E)}
{\displaystyle \dim _{H}(E)=\inf \left\{s,H^{s}(E)=0\right\}=\sup \left\{s,H^{s}(E)=\infty \right\}}

## Exemplu
Determinarea dimensiunii Hausdorff pentru intervalul {\displaystyle X=[0,1]\subset \mathbb {R} } :
- Pentru {\displaystyle s>1\,}

Pentru {\displaystyle \varepsilon >0\,} , fie numărul natural {\displaystyle N_{\varepsilon }} astfel ales încât {\displaystyle {\frac {1}{N_{\varepsilon }}}<\varepsilon } .
Cu acoperirea specială
{\displaystyle A_{i}={\big [}{\frac {i-1}{N_{\varepsilon }}},{\frac {i}{N_{\varepsilon }}}{\big ]}}   pentru {\displaystyle 1\leq i\leq N_{\epsilon },A_{i}=1} pentru {\displaystyle i\geq N_{\varepsilon }}.
Urmează
{\displaystyle H_{\varepsilon }^{s}(X)\leq N_{\varepsilon }\cdot {\big (}{\frac {1}{N_{\varepsilon }}}{\big )}^{s}={\big (}{\frac {1}{N_{\varepsilon }}}{\big )}^{s-1}<\varepsilon ^{s-1}}.
- Pentru {\displaystyle s<1\,}

Deoarece {\displaystyle d(A_{i})<\varepsilon } , avem:
{\displaystyle \sum d(A_{i})^{s}=\sum {\frac {d(A_{i})}{d(A_{i})^{1-s}}}>\sum {\frac {d(A_{i})}{\varepsilon ^{1-s}}}} .
Cum însă {\displaystyle A_{i}\,} intervalul {\displaystyle X\,} acoperă, suma tuturor diametrelor va fi cel puțin 1:
{\displaystyle \geq {\frac {1}{\varepsilon ^{1-s}}}.}
Rezultă:
{\displaystyle H_{\varepsilon }^{s}(X)\geq {\frac {1}{\varepsilon ^{1-s}}}} .
Deci:
{\displaystyle H^{s}(X)=\infty \,} .
- Pentru {\displaystyle s=1\,}:

Considerând cele două cazuri anterioare, obținem:
{\displaystyle H^{1}(X)=1\,} .
Așadar:
{\displaystyle \dim X=1\,}.

## Cazuri concrete
- Cercul are dimensiune Hausdorff 1.

- Dimensiunea Hausdorff a reprezentării triadice Cantor este   {\displaystyle {\frac {\ln 2}{\ln 3}}} .

- Dimensiunea Hausdorff a triunghiului lui Sierpinski este   {\displaystyle {\frac {\ln 3}{\ln 2}}} .

- Dimensiunea Hausdorff a traiectoriei mișcării browniene tinde către 2.